# Mysticisme fasciste
Le mysticisme fasciste est un courant de pensée, fidéiste qui s'inscrivait dans le cadre du fascisme.
L'École de mysticisme fasciste Sandro Italico d'Arnaldo Mussolini, fondée à Milan le 10 avril 1930 et active jusqu'en 1943, a été le principal objet d'étude de divers intellectuels fascistes qui ont tenté de sortir d'une sphère exclusivement politique pour en créer une spirituelle. Le mysticisme fasciste s'est développé grâce à l'engagement constant de Niccolò Giani avec le soutien décisif d'Arnaldo Mussolini. Dans certaines universités italiennes, la chaire de mystique fasciste a également été créée. 

## Contexte
L'école a pris le nom de « mysticisme », écrit Giani lui-même en reprenant la définition donnée par le philosophe français Louis Rougier. 

« Le mysticisme est un ensemble de propositions auxquelles on adhère par tradition ou par sentiment, même si ces propositions ne peuvent être rationnellement justifiées, et ce très souvent en raison de l'oubli des raisons primitives qui ont conduit à leur énonciation. »

— Louis Rougier dans Niccolò Giani, La marcia sul mondo del 9-15 ottobre 1932
Dans la ligne de Rougier, Giani réaffirme dans son manifeste « que le fascisme a sa propre mystique, en ce sens qu'il a un complexe de postulats moraux, sociaux et politiques, catégoriques et dogmatiques, acceptés et partagés sans discussion par les masses et les minorités... il place sa foi en Benito Mussolini comme un Duce infaillible et créateur de la civilisation fasciste. Il nie qu'en dehors du Duce, il ait des pères spirituels ou putatifs. »
L'ouverture de l'École est donc née pour permettre à ses adeptes de se consacrer entièrement au culte de Mussolini, en méditant sur les écrits et les discours du Duce, et en vivant son verbe dans un esprit de fidélité absolue et d'intransigeance, comme le précise l'entrée mystique fasciste du Dictionnaire de politique (it) publié par le Parti national fasciste en 1940 : 

« Dans ce sens, le mysticisme fasciste signifie la conviction de la vérité absolue de la doctrine affirmée par le Duce et la conviction de la nécessité même de cette doctrine, en tant que moyen de la grandeur et de la puissance de la nation [...]. Le mysticisme fasciste est ainsi défini comme la préparation à l'action la plus énergique et la plus féroce qui tend à traduire dans la réalité les affirmations idéales du fascisme... Le mysticisme fasciste peut mieux se définir comme l'action fasciste déterminée par la foi plus ferme dans la vérité absolue des affirmations fascistes. Dans ce sens, on peut comprendre comment on peut parler d'une mystique fasciste qui fait partie de la doctrine ou de la meilleure action doctrinale du fascisme, et comment il est approprié d'avoir une école qui prépare et oriente la meilleure partie de la jeunesse italienne vers cette mystique, c'est-à-dire vers cette action plus fasciste. »

— dal Dizionario di Politica, a cura del Partito Nazionale Fascista, Vol III, pp. 185 – 186, Roma 1940
L'utilisation du terme « mystique » a provoqué la vive réaction d'une partie de l'Église catholique face à la pertinence habituelle de ce terme dans la sphère purement religieuse. Mais dans la conception des mystiques, leur sphère d'action se situait dans la sphère politique sans que le thème du chevauchement des deux mondes ne soit abordé. Giani lui-même a réitéré la séparation : « Ni l'Église ne doit faire de la politique, ni l'État ne doit faire de la religion. Fascistes catholiques, donc, ou catholiques fascistes, si vous voulez, mais fascistes : rappelons-le » l'évêque Onofrio Buonocore est allé plus loin et a considéré le mysticisme fasciste comme « le témoignage d'une Italie non plus divisée mais renouvelée et pacifiée sous l'insigne papal et littoral ». En février 1937, le cardinal de Milan Ildefonso Schuster prononce un discours à l'école de mystique fasciste. 

## Points doctrinaires

### Le culte du Duce
Au sein du magma doctrinaire fasciste qui avait pour point de référence l'école du mysticisme fasciste, coexistaient donc des personnalités très différentes. Il y a cependant une connotation commune aux pères fondateurs de l'École qui se reflète dans le principe directeur auquel ils ont donné vie : la pleine affirmation du culte de Mussolini, c'est-à-dire le Duce identifié comme sa concrétisation. D'où la pleine affirmation du culte de Mussolini suivie de l'école de mysticisme fasciste. Selon Daniele Marchesini, « la source, la seule vraie, la seule source de mysticisme est en fait Mussolini, seulement, exclusivement Mussolini ».  
Le dévouement au Duce et à sa ligne politique allait en fait jusqu'au sacrifice de la vie, tout comme le mariage et la génération de descendants se voulaient un hommage à Mussolini qui, selon un érudit de l'époque, « était capable d'éduquer les Italiens en les regardant simplement dans les yeux ». Selon un intellectuel italien bien connu « une armée et une église ont, veulent avoir, cette patrouille de fascistes consacrée à Mussolini jusqu'au fanatisme ». Le culte de Mussolini et l'étude de sa pensée ne sont pas seulement à l'origine de l'École du mysticisme, mais ils ont pris une place incontestée tant dans les cours qui y sont dispensés que dans les articles publiés dans la  Doctrina Fascista. 
Parallèlement à l'exaltation de la figure du Duce, fondateur et guide spirituel du fascisme, les mystiques se sont développés : 
- Une vision mystique de la Révolution fasciste[16].
- Une « pédagogie mussolinienne »[17].
- Une dévotion particulière pour Arnaldo Mussolini, considéré comme un maître spirituel. Même les parents du Duce étaient vus, par les jeunes fascistes, dans une aura de sainteté.
- L'identification d'une hypothétique race italique, comme faisant partie de la grande famille indo-européenne. Cette dernière était considérée par certains comme une « idée et un mythe » (Julius Evola), tandis que d'autres la considéraient comme purement biologique (Giovanni Preziosi).
- Discrimination entre les races, et en particulier entre les aryens et les juifs, ennemi irréductible de la première. Une conséquence directe de cette inconciliabilité raciale fut la diffusion de l'antisémitisme, qui, peu présent dans le corpus doctrinal du mysticisme fasciste dans la première moitié des années trente, se développa vigoureusement de 1936 à 1937.
- la certitude que « la seule source de la doctrine fasciste était la pensée de son chef »[18].

Niccolò Giani a publié, en 1939, les dix points fondateurs de l' École de mysticisme fasciste Sandro Italico Mussolini avec le nom de Decalogo dell'italiano nuovo, signé par Arnaldo Mussolini dans la revue Doctrina Fascista. 

### La mission civilisatrice de Rome
Une autre connotation commune parmi les pères fondateurs de l'École du mysticisme fasciste était la ferme croyance en une idée de l' Italie portant une mission civilisatrice dans le monde. Mission qui tire ses origines historiques de l'Empire romain jusqu'à l'Italie fasciste. Dès la chute de Rome, l'héritage de l'Empire romain avait été recueilli par l'Église romaine garantissant sa survie et passant par différentes étapes telles que l' humanisme. Selon les mystiques, la mission civilisatrice de la Rome impériale a recommencé après la Marche sur Rome et une fois qu'elle s'est étendue à l'Italie, matérialisée par la Révolution fasciste, elle attend d'être exportée dans le monde,. 

« Le 28 octobre 1922, la révolution fasciste a résolu la crise italienne. Quand allons-nous résoudre la crise mondiale ? ...La voie est unique : élaborer, diffuser et importer les valeurs de la Révolution, du mysticisme fasciste. »

— Niccolò Giani dans La marcia sul mondo del 9-15 ottobre 1932

### Volontarisme héroïque
Selon les mystiques, une caractéristique de l'Homme nouveau « qui ne veut pas être une brindille à la merci des lois cosmiques mais une volonté capable » était de savoir réagir face à l'adversité. Guido Pallotta, en controverse avec le rationalisme et l' intellectualisme, l'a souligné : 

« Le mysticisme fasciste est une foi et une action, un dévouement absolu mais en même temps conscient »

— Guido Pallotta, Aldo Grandi, Gli eroi di Mussolini, Bur, Milan, 2010, p. 97.
En fait, selon Giani, le fidéisme qui caractérise encore le « mysticisme » n'est qu'une première phase de leur réflexion. Les mystiques doivent être à la fois des hommes de pensée et d'action parce que la pensée mystique a besoin de volontaires prêts à répandre leurs pensées. Un investissement qui, selon Giani, avait été donnée directement par Mussolini qui a investi dans les jeunes ce qui les a amenés à se considérer presque comme des « apôtres » engagés dans la diffusion de la doctrine fasciste. 

### «L'Europe du taureau et «l'Europe du bélier»
Giani a vu en Europe le choc entre deux conceptions différentes, d'une part le monde méditerranéen proche de la tradition grecque et Rome basée sur l' esprit qu'il définit comme « l'Europe du bélier » et d'autre part une vision matérialiste, née de la Révolution française qui avait donné naissance au matérialisme violent qu'il définissait comme «l' Europe du taureau ». 
Ces deux positions inconciliables, dont la guerre civile espagnole était un exemple, entreraient tôt ou tard en conflit. Pour Giani, donc, l'ennemi était représenté par l'Europe matérialiste qui s'est concrétisé dans les gouvernements de Paris, Londres et Moscou  et dont une partie intégrante de l'Europe « du taureau » Giani identifiait la culture juive. Une conséquence directe fut la diffusion de l'antisémitisme qui, peu présent dans le corpus doctrinaire du mysticisme fasciste dans la première moitié des années trente, se développa vigoureusement de 1936 à 1937. Julius Evola a joué un rôle important dans le développement de l'antisémitisme de l'école, dans son sens « d'idée et de mythe ». 

« Parce que cette Europe du taureau est leur Europe, c'est le triomphe de leur conception de la vie, c'est la réalisation de leur doctrine. Et les théoriciens du libéralisme et du communisme ne sont-ils pas sémitiques ? Les dirigeants de la Russie bolchevique, de l'Angleterre sanctionniste et de la France du Front populaire ne sont-ils pas juifs ? »

— Niccolò Giani
Toujours dans cet esprit, Giani a approuvé l'approche de l'Italie envers l'Allemagne. 

« Et c'est donc que cette Europe du bélier est aryenne, méditerranéenne et latine, et qu'elle est à la fois égyptienne et grecque, fasciste et nazie. »

— Niccolò Giani

## Exposants principaux
Tout en se considérant comme un mysticisme fasciste comme un « courant de pensée » exclusivement italien et fondamentalement voué au culte de la personnalité, il se déclare aussi inspiré par des penseurs étrangers, comme Rougier cité par Giani lui-même ou comme Albert Sorel et Henri Bergson cité par Nino Tripodi, bien que ces derniers aient joué un rôle important dans la prédétermination d'une humeur chez les jeunes mystiques plutôt que de fournir des directives. Selon le philosophe Enzo Paci, le mysticisme comme une bonne partie de la culture de l'époque a été influencé par Nietzsche et Sorel. 

« Nietzsche et Sorel étaient et restent les véritables maîtres de notre culture et de notre doctrine politique. »

— Enzo Paci, Tomas Carini, Niccolò Giani e la scuola di mistica fascista 1930-1943, Mursia, 2009, p. 131.
En réalité, les principes du mysticisme fasciste ont été formulés en grande partie par Niccolò Giani et un petit groupe de jeunes enseignants fascistes liés à son école (dont Guido Pallotta et Berto Ricci), par certains hautes personnalités (dont Ferdinando Mezzasoma, Giuseppe Bottai), par des écrivains et journalistes de foi fasciste avérée (Telesio Interlandi, Virginio Gayda), et par Benito Mussolini lui-même, qui a finalement tracé les orientations culturelles qui auraient dû être suivies dans l'élaboration des disciplines « fascistes », et dans le directives concernant la politique de l'école du mysticisme fasciste elle-même. Des intellectuels de haut niveau ont tourné autour de ce noyau « dur », parmi lesquels Paolo Orano, Luigi Stefanini (qui a également été consultant pendant longtemps, c'est-à-dire consultant à l'École de mysticisme ) et Julius Evola. Giovanni Gentile et son élève et ami Armando Carlini semblent avoir joué un rôle plutôt marginal dans le « mysticisme » fasciste. 
Niccolò Giani a publié, en 1939, les dix points fondateurs de l' École mystique fasciste Sandro Italico Mussolini dans la revue Doctrina Fascista avec le nom du Decalogo dell'italiano nuovo, tiré d'écrits et de discours d'Arnaldo Mussolini pour qui il a nourri une dévotion particulière, vu en tant que maître spirituel. La participation de quelques-uns des plus grands représentants du spiritisme catholique de l'époque et du néothomisme, au débat sur le mysticisme fasciste et aux séminaires organisés par les « mystiques » est indéniable. Parmi ceux-ci, nous soulignons Umberto Padovani, professeur de philosophie morale à l' Université catholique de Milan et, surtout, Gustavo Bontadini, qui en février 1940 a participé à une conférence de mysticisme fasciste à Milan intitulée: Anti-intellectualisme et anti-rationalisme de la philosophie italienne. L'architecte istrien Giuseppe Pagano (architecte) faisait également partie de l'école et dirigeait la section artistique.

## Influence de Julius Evola

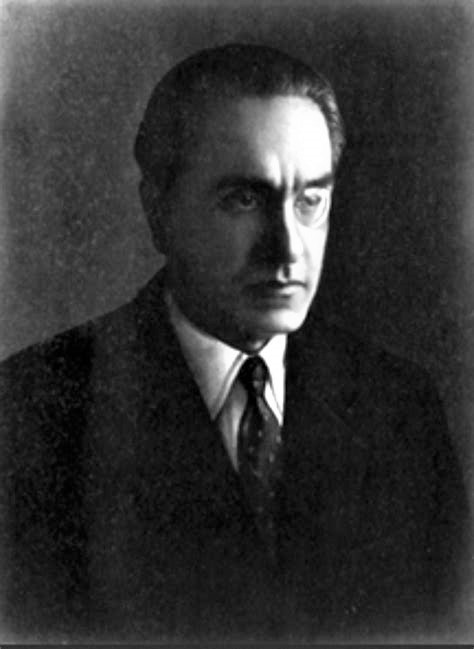
Julius Evola

Le débat porte toujours sur l'acceptation par les mystiques fascistes de l'école de la pensée de Julius Evola (qui a collaboré avec l'école et a fait partie pendant un certain temps du comité de rédaction du magazine de l'école), et peut-être, à travers ce dernier, de René Guénon. Guénon était connu en Italie grâce à l'intermédiation de son ami Julius Evola qui a édité beaucoup de ses articles dans la revue Il Regime Fascista. Cependant, d'après la correspondance Evola-Guénon (1934-1940), il ne semble pas que ce dernier ait eu connaissance de l'existence d'une école de mysticisme fasciste.
La position sur le « continuum » historique à partir de l'Empire romain a été appréciée par Evola mais avec une approche différente. Evola croyait que le rétablissement de la société d'État traditionnelle était important, y compris aussi les aspects laïques et païens qu'il appelait « gibelinisme ». Les thèmes traditionnels du « gibelinisme » évoluent, bien qu'ils soient présents dans le mysticisme ils s'estompent pour garder une attitude strictement liée au binôme « catholique romain ». 
Evola qui a probablement le plus influencé les mystiques fascistes n'était donc pas l'hétérodoxe liée au mythe du néo-paganisme (l'impérialisme païen de 1928) ni la critique de la modernité attestée des croyances ultratraditionalistes (Révolte contre le monde moderne, 1934), mais celle clairement déployée sur les positions antisémites et racistes. Positions qui ont émergé par rapport avant tout à la campagne juive déclenchée par le régime en 1936-1937, dans le sillage de celles de Paolo Orano, bien que diffusées par une matrice spirituelle floue (Le mythe du sang, 1937), en pleine harmonie avec Niccolò Giani. L'activité de ce dernier a en effet été largement absorbée, entre 1938 et 1940, par le soutien des lois raciales de 1938. 
Selon plusieurs historiens, la rencontre entre Julius Evola et l'École du mysticisme fasciste est à attribuer dans la perspective plus large de faire une rectification traditionaliste du régime fasciste italien. Evola, ému par ce que Stefano Zecchi, parlant de Chevaucher le tigre, compris comme la philosophie de la responsabilité, a tenté pendant les vingt années entières de faire des tentatives de correction similaires sans réussir (dans ce contexte également le travail de jeunesse Impérialisme païen). Cela est démontré par l'inconfort et le détachement avec lesquels Evola a commenté l'expérience de l'École du mysticisme fasciste après la guerre : 

« Même si cette organisation encourageait certaines initiatives non triviales et incluait divers éléments qualifiés des nouvelles recrues de l'époque, même un mysticisme n'était pas le cas. Une éthique du fascisme était tout ce à quoi on pouvait légitimement se référer (...). Le fascisme n'a pas abordé le problème des valeurs supérieures, du sacré, des valeurs uniquement en rapport avec lesquelles on peut parler de mysticisme. Mais en ce qui concerne ces valeurs, durant cette période de vingt ans, il y a eu des références vagues et conformistes à la religion dominante... »

— Julius Evola, 

### Œuvres de mysticisme fasciste
- Arnaldo Mussolini, Coscienza e dovere, Raido, Rome, 2007
- AA.VV. Quaderni della Scuola di Mistica Fascista Sandro Italico Mussolini, Rome, Dottrina Fascista, 1938-1942
- Julius Evola, Scritti di mistica, ascesi e libertà (1940-1941), Controcorrente, Naples
- Niccolò Giani, La mistica come dottrina del fascismo, SMF, Milan, 1939
- Niccolò Giani, Perché siamo dei mistici, SMF, Milan, 1940
- Niccolò Giani, Perché siamo antisemiti, Rome, Dottrina Fascista, I, 1939
- Armando Carlini, Filosofia e religione nel pensiero di Mussolini, Rome, Istituto nazionale fascista di cultura, 1934
- Hans F.K. Günther, Religiosità indoeuropea (préface de Adriano Romualdi), Padova, Edizioni di Ar, 1970
- Gastone Silvano Spinetti, Mistica Fascista nel pensiero di Arnaldo Mussolini, Hoepli, Milan, 1936.
- Enzo Leoni, Mistica del razzismo fascista, La Tipografica Varese, 1941
- Ettore Martinoli, Funzione della mistica nella rivoluzione fascista, Trani, 1940

### Travaux sur le mysticisme fasciste
- Aldo Grandi, Gli eroi di Mussolini, Niccolò Giani e la scuola di mistica fascista, Milan, Rizzoli, 2004
- Tomas Carini, Niccolò Giani e la Scuola di Mistica fascista 1930-1943, préface de Marcello Veneziani, Mursia, Milan, 2009
- Francesco Cassata, « La difesa della razza », politica, ideologia ed immagine del razzismo fascista, Turin, Einaudi, 2008
- Luca Fantini, Essenza mistica del fascismo totalitario. Dalla scuola di Mistica Fascista alle Brigate Nere, Perugia, 2004
- Emilio Gentile, Il culto del Littorio. La sacralizzazione della politica nell'Italia fascista, Rome-Bari, Laterza, 1993
- Aldo Grandi, Gli eroi di Mussolini. Niccolò Giani e la Scuola di mistica fascista, Milan, Rizzoli (Edizioni Bur), 2004
- Michelangelo Ingrassia, L'idea di fascismo in Arnaldo Mussolini, Palerme, ISSPE, 1998
- Mario Isnenghi, Intellettuali militanti e intellettuali funzionari. Appunti sulla cultura fascista, Turin, Piccola Biblioteca Einaudi, 1979
- Luca La Rovere, Storia dei Guf. Organizzazione, politica e miti della gioventù universitaria fascista, 1919-1943, préface de B. Bongiovanni, Turin, Bollati Boringhieri, 2003, p. 321–329.
- Daniele Marchesini, La scuola dei gerarchi. Mistica fascista: storia, problemi, istituzioni, Milan, Feltrinelli, 1976
- Alessandra Tarquini, Il Gentile dei fascisti. Gentiliani e antigentiliani nel regime fascista, Bologne, Il Mulino, 2009, p. 345-351.
- Luca Fantini, Essenza mistica del fascismo totalitario, 2004, Pérouse
- Gianfranco de Turris, Esoterismo e fascismo: storia, interpretazioni, documenti, Edizioni Mediterranee, 2006
- Zeev Sternhell, Nascita dell'ideologia fascista, Milan, Baldini&Castoldi, 2002
- Chris Rowe, Sally Waller, A New Roman Empire? Mussolini's Italy, 1922-1945, Oxford University Press, 2014